# نشان خاندان لیختن‌اشتاین

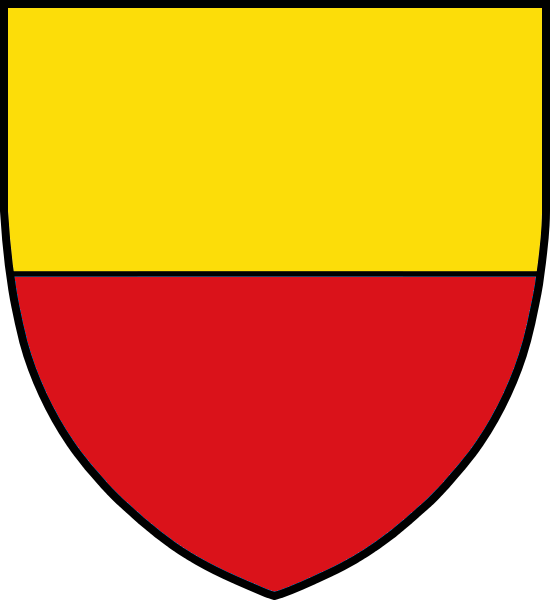
نشان کوچک لیختن‌اشتاین

نشان خاندان لیختن‌اشتاین نشان شاهزادهٔ حاکم لیختن‌اشتاین است که در حال حاضر هانس آدام دوم عهده‌دار این سمت است. به عنوان نشان مستقل شاهزاده، استفاده از آن به شاهزاده و اعضای خانوادهٔ او محدود می‌شود.

## همچنین ببینید
- پرچم لیختن‌اشتاین